# Les Sans Culottes

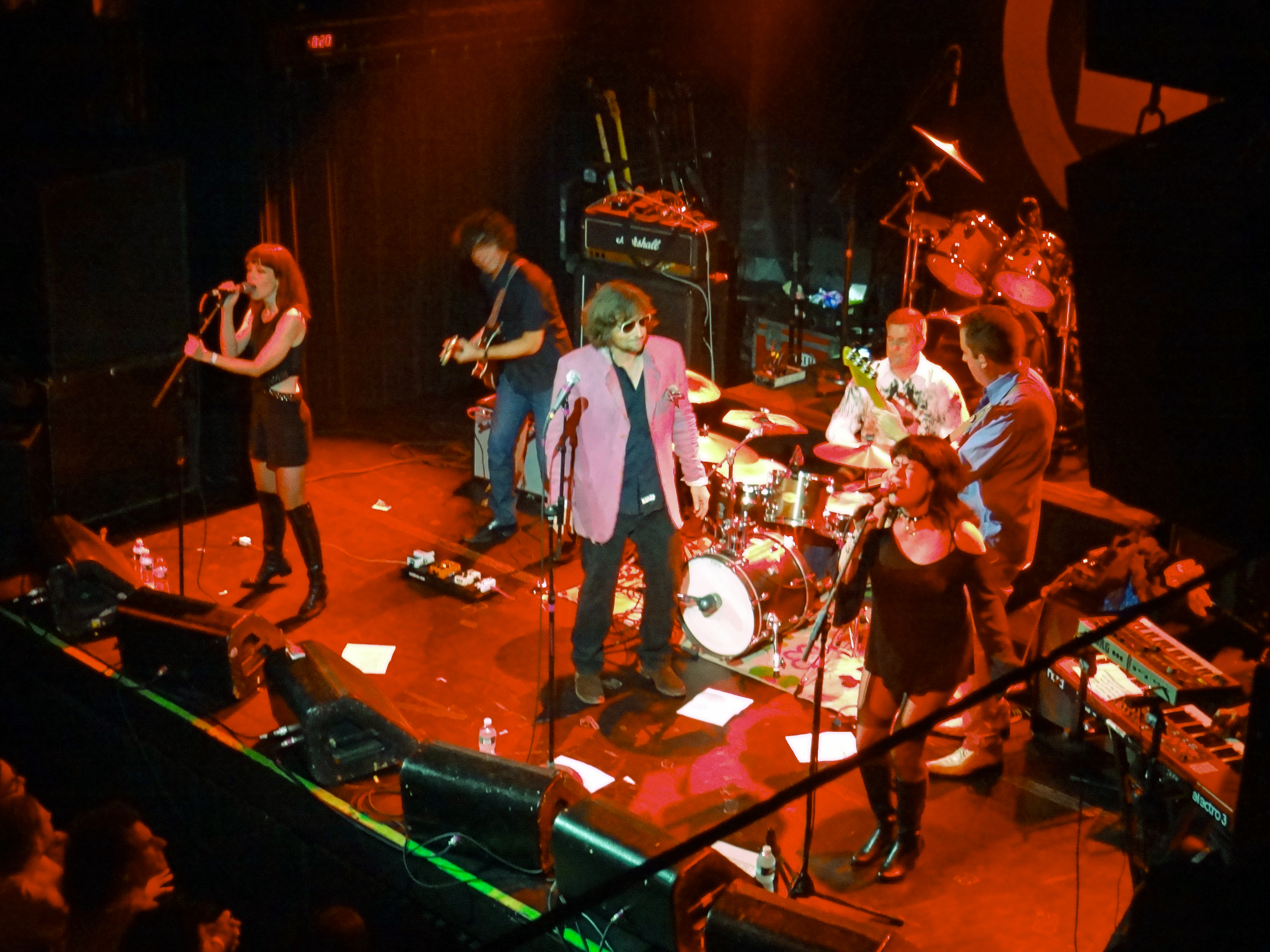
Les Sans Culottes

Les Sans Culottes (franz.: die ohne Kniebundhosen) ist eine US-amerikanische Musikgruppe, die 1998 in Brooklyn gegründet wurde. Kennzeichnend sind ihre auf Französisch gesungenen Texte.

## Diskografie

### Alben
- The Ennui and the Ecstasy (2001)
- Faux Realism (2002)
- Fixation Orale (2004)
- Le Weekender (2007)
- Pataphysical Graffiti (2011)

### EPs
- Les Sans Culottes (1999)

## Trivia
In Deutschland erlangte das Lied Allô Allô vom Album Fixation Orale durch die Werbung für die Waschmittelmarke Ariel Color große Bekanntheit.